# Dorże (rejon oszmiański)
Dorże (biał. Доржы; ros. Доржи) − wieś na Białorusi, w obwodzie grodzieńskim, w rejonie oszmiańskim, w sielsowiecie Graużyszki.

## Historia
W czasach zaborów wieś w gminie Graużyszki, w powiecie oszmiańskim, w guberni wileńskiej Imperium Rosyjskiego. W 1866 należała do dóbr skarbowych Wejkszyszki i do dóbr Dorże (Laudańskich). Liczyła 41 dusz rewizyjnych. W 1905 roku wieś liczyła 112 mieszkańców.
W latach 1921–1945 wieś i leśniczówka leżała w Polsce, w województwie wileńskim, w powiecie oszmiańskim, w gminie Graużyszki.
W 1931 wieś w 38 domach zamieszkiwały 204 osoby, leśniczówkę  w 1 domu – 8 osób.
Wierni należeli do parafii rzymskokatolickiej w Narwiliszkach. Miejscowość podlegała pod Sąd Grodzki w Holszanach i Okręgowy w Wilnie; właściwy urząd pocztowy mieścił się w Graużyszkach.